# Molí de la Font
El Molí de la Font és un edifici de Torà, a la comarca del Solsonès, inclòs a l'Inventari del Patrimoni Arquitectònic de Catalunya.

## Descripció
Molí d'oli i fassina d'estil popular construït al segle xviii. Als baixos de la casa Balaguer a la plaça de la font, es troba gran part de l'estructura del que s'havia constituït com a molí del comú de Torà.
Actualment hi manca el cavall de fusta que servia de premsa, però conserva, en canvi, tots els elements de pedra que el componien, com el bassi damunt el qual es col·loquen els esportins, les piques per a recollir l'oli o bé un fragment del molent i una pica rodona per escampar la pasta resultant de la premsada. Un altre dels elements conservats és una fogaina per escalfar aigua, amb un banquet de pedra al davant. Finalment també es conserva la base del caragol o lliura.